# Lợn Gloucestershire

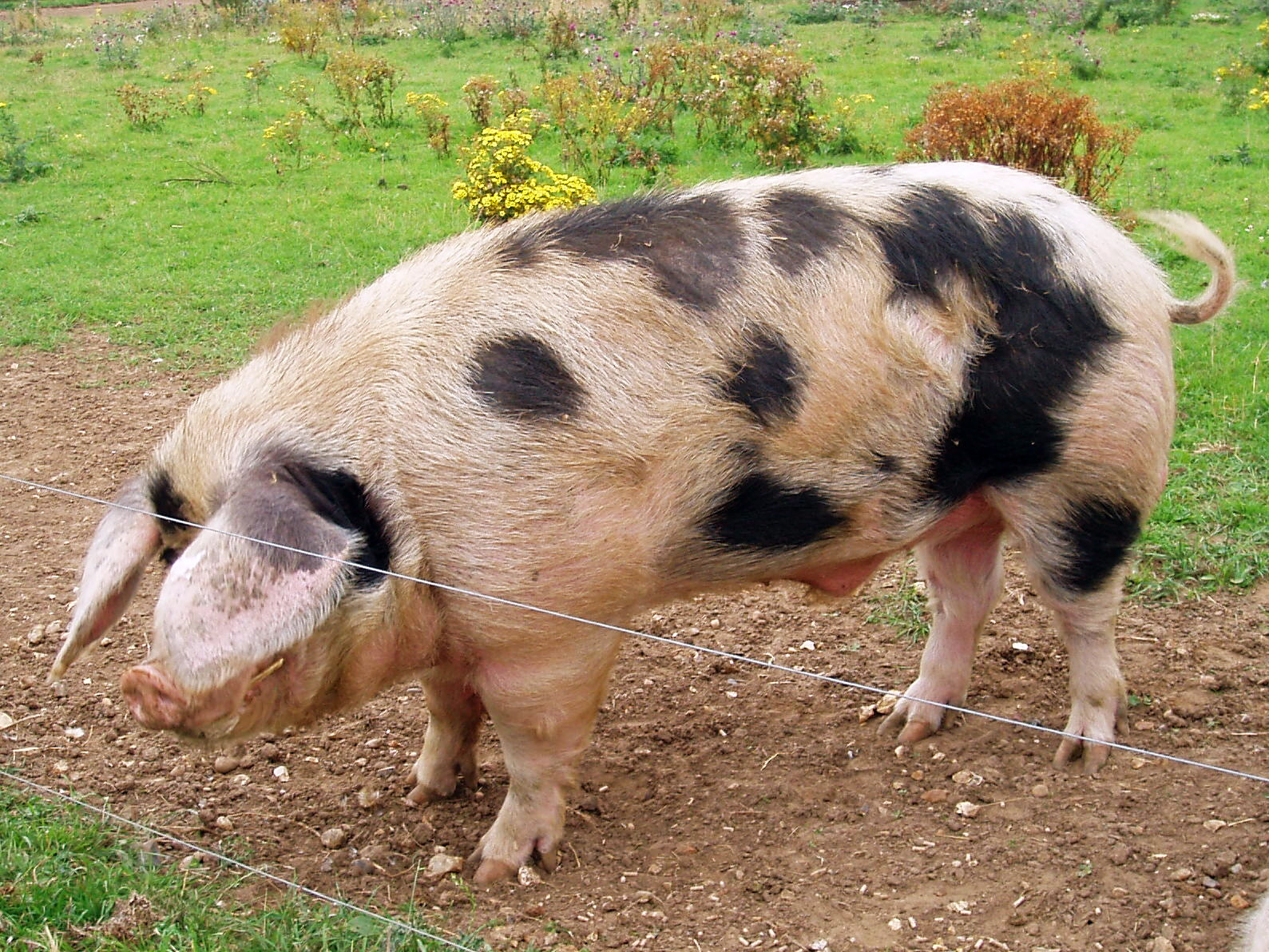
Lợn đốm Gloucester ở Anh

Lợn Gloucestershire (cũng còn gọi là Gloucestershire Old Spots, Gloucester Old Spot hoặc đơn giản là Old Spots-lợn đốm) viết tắt là lợn GOS là một giống lợn cổ xưa có nguồn gốc từ nước Anh, với đặc điểm ngoại hình nổi lên chủ yếu là màu trắng với những đốm đen. Nó được đặt theo tên của hạt Gloucestershire thuộc nước Anh. Giống lợn Gloucestershire được biết đến nhờ tính thuần hiền, thông minh và độ mắn đẻ và nuôi con khéo của heo nái. 

## Đặc điểm

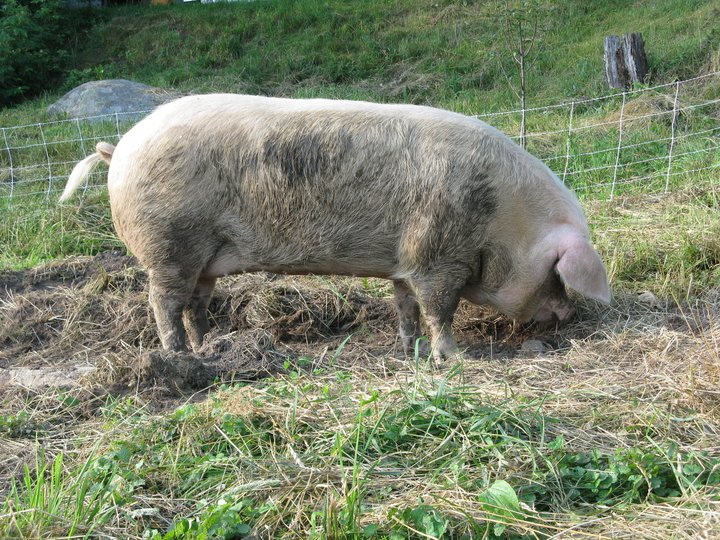
Lợn Gloucestershire nhìn nghiêng

Lợn GOS là một giống lớn là những con lợn tầm đại, ngoại hình chúng có màu trắng với tối thiểu một điểm đốm đen khác biệt. Giống heo này đạt trọng lượng trưởng thành đến 600 lb (272 kg) và con nái đạt gần 500 lb (227 kg) cho thấy đây là một giống heo tầm đại. Những con cái có khuynh hướng là những bà mẹ rất biết hi sinh cho con chúng, trong khi con lợn đực hiếm khi đe dọa hoặc bắt nạt những con heo con dù không phải là con của chúng.
Giống lợn này có màu trắng với những điểm màu đen được xác định rõ ràng (nhưng chúng không phải là những con lợn lang). Nó có lỗ tai sệ phủ gần như che mặt một con lợn trưởng thành và treo lên đỉnh mũi. Về tiêu chuẩn giống, chúng phải có ít nhất một chỗ trên cơ thể mà có đốm khác màu thì mới được chấp nhận trong sổ đăng ký giống. Những con lợn nái là những bà mẹ nuôi con khéo, chúng có thể chăm nuôi lợn con lợn lớn trên đồng cỏ. Tính nết không phụ thuộc và tự kiếm ăn giỏi của chúng nên làm cho nó hấp dẫn đối với nông dân chăn nuôi lợn.
Đầu: Chiều dài với mũi của chúng có tỷ lệ vừa phải. Đôi tai nên được đặt cách nhau, xệ xuống mũi. Cơ thể: Vai phải to bè nhưng không được nhô lên. Một mức độ cao trở lại với xương sườn đã nở ra và xương sườn rộng là mong muốn khi chọn giống. Phía thân sau, với một cái bụng bự dày, tròn căng đầy và sườn từ xương sườn đến hông là tiêu chuẩn. Hàm của chúng phải ớn và đầy đủ để các cổ chân. Chân: Thẳng và cứng. Da và lông: da không nên hiển thị thô hoặc nếp nhăn. Lông nên được mịn màng và thẳng.
Phần bụng dưới cần có ít nhất 14 núm vú đã được xếp thứ tự thành hai hàng. Những lỗi cần phải loại bỏ trong chọn giống là tai ngắn, dày và nhô cao. Bộ lông có màu hồng trơn đều bị loại. Một sợi lông cừu lông ở mày có thể bị phản đối. Màu cát có thể bị loại. Da chúng sẽ không được chấp nhận nếu có những nếp nhăn rõ. Màu lông lam không liên quan đến một điểm sẽ cũng không được cấp nhận. Chân cong vòng sẽ bị loại. Phần cổ: Hàm to có thể bị phản đối không công nhận là giống chuẩn.
Thịt của chúng thì đã được công nhận chất lượng trong năm 2010, Câu lạc bộ Các nhà nhân giống heo con ở Gloucestershire (Gloucestershire Old Spots Pig Breeders' Club) đã được Uỷ ban châu Âu trao tặng danh hiệu Bảo đảm đặc biệt hương vị Truyền thống. Câu lạc bộ nhân nuôi heo này sẽ chủ động theo đuổi những người buôn lậu nhầm nhãn thịt và cố gắng để pha lai với sản phẩm như GOS không phải là từ heo GOS thuần chủng, hoặc chăn nuôi theo kiểu hộ gia đình (nông hộ) Các nhà lai tạo nhỏ tồn tại cho những ai quan tâm đến việc mua heo GOS thật thụ.

## Lịch sử
Hiệp hội chăn nuôi lợn ở Gloucestershire (GOS) được thành lập vào năm 1913. Những người khởi xướng của hiệp hội đó gọi là giống lợn đốm (Old 'Spots) vì những con lợn này đã được biết đến chừng nào mà bất cứ ai cũng có thể nhớ được với cái tên đơn giản dễ nhớ này. Hồ sơ đăng ký và quản lý giống đầu tiên của giống lợn này bắt đầu từ năm 1885, lâu hơn rất nhiều so với việc chăn nuôi gia súc, cừu và ngựa bởi vì lợn là một con vật của những nông dân, một loài được cho là ô uế, chuyên sục mõm nhặt rác và không bao giờ được coi trọng. 

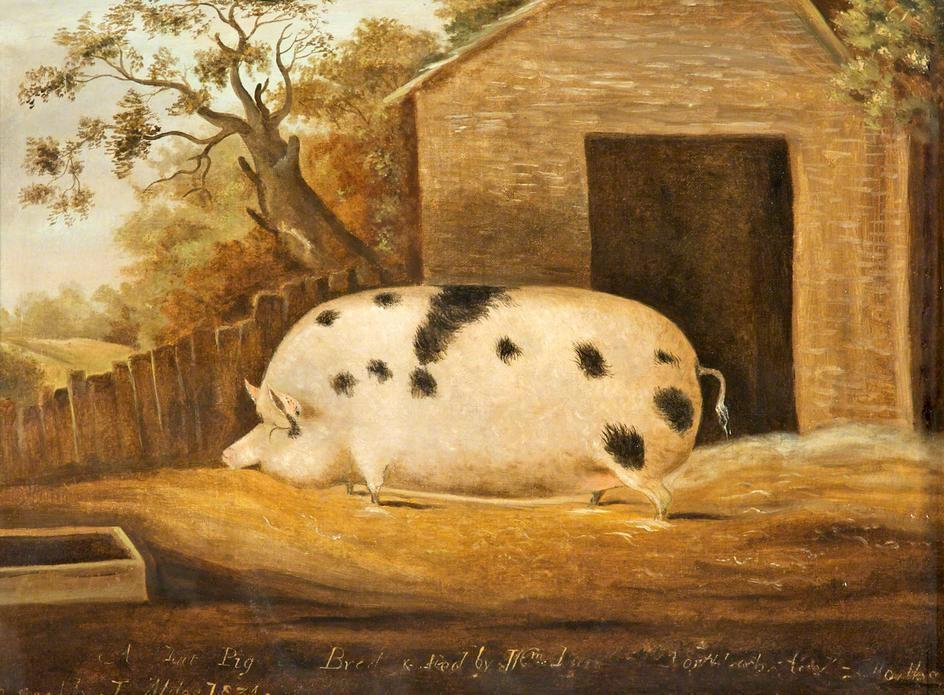
Một họa phẩm về giống lợn cổ xưa Gloucester từ năm 1834 của họa sĩ John Miles

Không có giống lợn nào được phát hiện trước năm 1913, vì thế ngày nay GOS được công nhận là giống lợn lâu đời nhất trên thế giới. Mặc dù những bức tranh cũ được tin cậy, đã có những con heo được phát hiện trong khoảng hai hoặc ba thế kỷ, nhưng các địa điểm cũ ở Gloucestershire chỉ có tình trạng giống hệt kể từ đầu thế kỷ 20, tức là những con lợn trong các bức tranh vẽ từ trước đây có hình dáng tương đồng với những con lợn bằng xương bằng thịt như bây giờ.
Bên cạnh tiêu đề chính xác (tên gọi chính) và các biến thể khác nhau như Gloster Spot hay Old Spot, giống này còn được gọi là lợn vườn (Orchard Pig) và lợn xóm nhà lá ("The Cottager's Pig"). Mặc dù xuất xứ những nguồn gốc rất chi là khiêm tốn, bình dân và hạ lưu này, nhưng mà cả Hoàng tử xứ Wales và Công chúa Hoàng gia đều nuôi giữ lợn GOS trên địa phận của chúng ở Gloucestershire, như vậy ngay cả những nhà quyền quý cũng có nuôi giống lợn được cho là xuất xứ từ dòng hạ lưu và bình dân này.
Một đóng góp đáng chú ý khác là một con lợn có tên là lợn lông mịn Lincolnshire (Lincolnshire Curly Coat), một con lợn thuộc về một dòng đã bị tuyệt giống. Các đốm lông đen của chúng cũng có tính di truyền và đặc trưng tương tự như con lợn Cumberland đã tuyệt nòi và đang được sử dụng trong nỗ lực giải trí tại Anh (nuôi lợn để mua vui). Những giống này được đánh giá là những biết tự kiếm ăn, chịu kham khổ, chắt chiu và khả năng tự túc khá cao, chúng có thể bổ sung nguồn thức ăn từ những mảnh cây có rễ và thực vật và chúng tự đào ủi để kiếm được.
Thêm vào đó, bộ gen GOS đã góp phần vào giòng máu của những con lợn đốm Mỹ và lợn Chester trắng. Những tính nết phổ biến khác trong số những giống này bao gồm bản năng làm mẹ tuyệt vời (nuôi con khéo) và thậm chí là tính khí, vì lợm đốm Anh (Old Spots) có xu hướng rất điểm tĩnh, là động vật hòa nhã và sẵn sàng chia sẻ thức ăn, một đặc điểm khác làm cho chúng trở nên hấp dẫn đối với những người ở nông thôn và những người nông dân nhỏ.

## Tình trạng

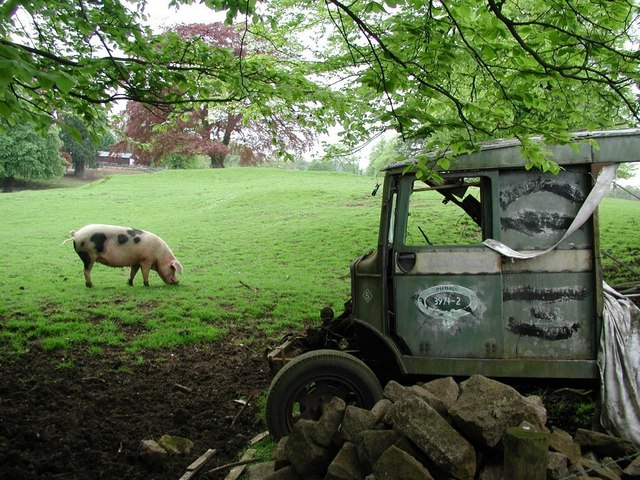
Lợn đốm ở trang trại Anh

Giống lợn Old Spots này đã từng là một giống lợn rất phổ biến. Với sự ra đời của những kỹ thuật thâm canh trong nông nghiệp kể cả chăn nuôi và trồng trọt, một số giống lợn hướng nạc, thịt nhạt, năng suất cao (cao sản) đã được lựa chọn nhân giống để phù hợp với điều kiện của chăn nuôi lợn công nghiệp và nhu cầu sản xuất thịt heo hàng loạt cung ứng kịp thời cho nhu cầu của thị trường. Nhiều lợn già đã chết đi, hoặc đã giảm đáng kể, trong thời gian này.
Tuy nhiên, do áp lực của người tiêu dùng ở Vương quốc Anh và những thay đổi của luật pháp, cả về sự gia tăng nhận thức và quan ngại về điều kiện chăn nuôi, lợn ngày càng được nuôi ở ngoài đó. Thêm vào đó, nhiều người tiêu dùng đang tìm kiếm thịt chất lượng, trái ngược với sản phẩm thịt rẻ tiền, nhạt nhẽo, vô vị. Trong những điều kiện này, những giống lợn cổ xưa lại trở lên phù hợp với cuộc sống ngoài trời (chăn nuôi thả vườn, chăn nuôi quảng canh), chẳng hạn như giống lợn Old Spots, ngày càng được các nông dân ưa chuộng làm giá trị cho sản phẩm của mình vì những phẩm chất về chất lượng thịt thơm ngon của mình.
Tuy nhiên, giống lợn này từng được xếp vào nhóm những Loài vật có nguy cơ tuyệt chủng. Lợn GOS nằm trong danh sách các loài vật nguy cấp ("Critical") của Tổ chức Bảo tồn Chăn nuôi (The Livestock Conservancy), có nghĩa là có ít hơn 200 đầu lợn được đăng ký hàng năm ở Hoa Kỳ và ước tính có dưới 2.000 số lượng cá thể ở trên toàn cầu. Tại Vương quốc Anh, các giống lợn đốm cổ xưa được liệt kê là "Nhóm 5, Nhóm vật nuôi thiểu số" do Quỹ bảo tồn giống hiếm (Rare Breed Survival Trust) quy định vì có ít hơn 1000 con heo nái đẻ được đăng ký.
Một chứng chỉ khác đã được thực hiện trình lên để đạt được Ủy ban bảo đảm truyền thống đặc biệt châu Âu-European Commission Traditional Speciality Guaranteed (TSG) tình trạng cho heo đốm cổ xưa là giống lợn chuyên thịt. Chúng chỉ này đã được cấp vào ngày 29 tháng 7 năm 2010. Chứng nhận TSG chứng minh rằng một sản phẩm thực phẩm cụ thể có các đặc điểm cụ thể phân biệt nó với tất cả các sản phẩm khác trong chủng loại của nó, và nguyên liệu thô, thành phần hoặc phương pháp sản xuất của nó đã nhất quán trong tối thiểu 30 năm.